# KkStB 6 sorozatú szerkocsi
A kkStB 6 sorozatú szerkocsi egy kéttengelyes szerkocsi sorozat volt az osztrák Császári és Királyi Osztrák Államvasutaknál (k.k. österreichischen Staatsbahn, kkStB) . A szerkocsik eredetileg a Dniester Bahntól származtak.
A Dniester Bahn 1872-ben a Krauss müncheni gyárától vásárolta ezeket a szerkocsikat a 3-8 számú mozdonyaihoz. A kkStB ezeket a szerkocsikat a kkStB 6 szerkocsi sorozatba osztotta be és a kkStB 31 sorozatú mozdonyokkal üzemeltette.

## Fordítás
- Ez a szócikk részben vagy egészben  a   kkStB Tenderreihe 6 című német Wikipédia-szócikk fordításán alapul.  Az eredeti cikk szerkesztőit annak laptörténete sorolja fel. Ez a jelzés csupán a megfogalmazás eredetét és a szerzői jogokat jelzi, nem szolgál a cikkben szereplő információk forrásmegjelöléseként.